# Knotswier
Het knotswier (Ascophyllum nodosum) is een bruinwier met aan de stengels kleine blaasjes met slijmerige inhoud, waarin de voortplantingsorganen zitten. In de stengels zitten ook grote knobbels, gevuld met gas, die ervoor zorgen dat de plant onder water rechtop staat. Het knotswier is olijfgroen tot goudbruin van kleur. Het thallus kan 30-60 cm lang worden en is flexibel om mee te kunnen deinen met de sterke beweging van het water.

## Verspreiding
Het knotswier komt voor in de Noordzee en aan beide zijden van de Atlantische kusten. Deze soort is in Europa geregistreerd vanuit Ierland, de Faeröer, Noorwegen, Groot-Brittannië en het eiland Man, Nederland, en Noord-Amerika vanuit de Fundybaai, Nova Scotia, Baffineiland, Straat Hudson, Labrador en Newfoundland. Het is geregistreerd als een toevallige introductie in de buurt van San Francisco, Californië, en uitgeroeid als een potentiële invasieve soort.
De soort hecht zich aan rotsen in het midden van het getijdengebied. Wanneer het losraakt van de rotsen kan het nog lang in leven blijven. Onder het knotswier groeien ook allerlei andere wiersoorten, die zonder deze beschutting op die hoogte in de getijdenzone zouden verdrogen. Ook vormen ze beschutting voor kleine zeedieren. In Zeeland (zowel in de Oosterschelde als in het Grevelingenmeer) komt knotswier zeer algemeen voor, alsmede op de dijken en in de havens van de Nederlandse Waddeneilanden.